# 김민혁 (1992년 2월)
김민혁(한국 한자: 金敏爀, 1992년 2월 27일 ~ )은 대한민국의 축구 선수이며 포지션은 센터백이다.

## 클럽 경력
2008년 대한축구협회 우수선수 해외유학 프로젝트에 선발되어  손흥민, 김종필과 함께 함부르크 SV로 축구 유학을 떠났으나 공식 입단에는 실패하였고 2010년 숭실대학교 축구부에 진학하였다.
2014년 J리그 디비전 1 사간 도스에 입단하였다.
2019시즌을 앞두고 전북 현대 모터스에 입단하면서 국내 무대로 복귀했다.
2021시즌 후, FA로 풀린 김민혁은 성남 FC로 이적하였다.

## 국가대표팀 경력
2009년 대한민국 U-17 대표팀 소속으로 FIFA U-17 월드컵에 출전하였다.
2014년 8월 14일 발표된 2014 아시안 게임에 출전하는 U-23 대표팀 최종 엔트리에 이름을 올려 주전 수비수로 활약하며 금메달 획득에 기여하였다.
2015년 7월 20일 발표된 2015 동아시안컵에 참가하는 대한민국 대표팀 최종 명단에 포함되었으나, 경기에는 출전하지 못하였다.
2016년 10월 7일, 홍정호가 6일 열린 카타르에서 경고 누적으로 퇴장을 당하면서 이란 원정 경기를 앞두고 있는 대표팀에 대체 발탁되었다.

## 수상 내역

### 구단
부리람 유나이티드
- 태국 리그 1 : 우승 (2023–24, 2024–25)